# Cassini I (Pferd)
Cassini I (* 1988; † 16. November 2014) war ein Holsteiner Schimmelhengst, der zu den besten und einflussreichsten Zuchthengsten der Holsteiner Zucht gehörte. Er zählte zu den weltweit gefragtesten Springpferdevererbern und belegte in der FN-Zuchtwertschätzung (Springen) des Jahres 2009 Platz sechs. Cassini stammt ab von Capitol I, sein Muttervater ist Caletto II.

## Cassini I im Sport
1997 gewann er unter Bo Kristoffersen mit der dänischen Equipe den Nationenpreis in Helsinki und war Teilnehmer bei der Europameisterschaft in Mannheim. Kurz darauf wechselte der Hengst in den Beritt von Franke Sloothaak. Gemeinsam gewannen sie die Großen Preise von Arnheim und Modena. Das Paar war Sieger in internationalen Springen und erfolgreich in Nationenpreisen und Weltcup-Springen. Aus den sportlichen Erfolgen resultiert eine Lebensgewinnsumme von 296.950 DM (Stand 2001).

## Cassini I als Vererber
Seine Nachkommen sind weltweit in Springprüfungen auf höchstem Niveau erfolgreich. Unter anderem ist Cassini I Vater zu den Olympiapferden Isovlas Olympic (Steve Guerdat) und Cavalor Cumano (Jos Lansink), der zudem 2006 in Aachen Weltmeister wurde und 2004 das höchstdotierte Springen der Welt in Calgary gewann. Carlsson vom Dach gewann unter Will Simpson mit der US-Equipe Gold bei den Olympischen Spielen 2008 in Hongkong. Eurocommerce Berlin, unter dem Namen Casper selbst als Deckhengst im Einsatz, und Vater der Nachwuchshoffnung Eurocommerce Zürich, war unter Gerco Schröder Zweiter im Nationenpreis von Aachen. Mit seinem Sohn Cassilano stellte er 2009 erstmals einen Siegerhengst der Holsteiner Körung.
Weitere international erfolgreiche Nachkommen sind Cheers Cassini (Richard Davenport), Camiro (Tony André Hansen), Ingmar (Pia-Luise Aufrecht), Casandra (Marcus Ehning), Inken (Peter Wylde), Carino (Ulrich Kirchhoff), Chatwin (Álvaro Affonso de Miranda Neto), Verelst Curtis (Daniel Deußer) und Cocu (Molly Ashe).
Seine Nachkommen erreichen zusammen eine Lebensgewinnsumme von mehr als drei Millionen Euro (Stand 2014). Über 50 gekörte Söhne des Cassini sind bisher ebenfalls in der Zucht aktiv.